# Biała Prudnicka
Biała Prudnicka – nieczynna stacja kolejowa w miejscowości Biała, w województwie opolskim, w powiecie prudnickim, w gminie Biała, w Polsce.

## Historia
W 1895 firma Lenz & Co, lokalne samorządy, właściciele papierni w Krapkowicach oraz majątków ziemskich zawiązali spółkę Kolej Prudnicko-Gogolińska z siedzibą w Prudniku, której celem stała się budowa drugorzędnej, normalnotorowej linii lokalnej z Prudnika do Gogolina, na stacjach końcowych stycznej z istniejącymi już w tym czasie liniami państwowymi. 19 sierpnia 1895 spółka uzyskała koncesję, po czym przystąpiono do prac budowlanych. Pierwszy odcinek – z Prudnika do Białej Prudnickiej – oddano dla ruchu towarowego 22 października 1896, a już 4 grudnia 1896 oddano do użytku całą linię z Prudnika do Gogolina, zarówno dla ruchu towarowego, jak i osobowego. Według niepotwierdzonych źródeł stacja Biała miała się docelowo stać stacją węzłową, za sprawą planów przedłużenia linii Nysa–Ścinawa Nyska do Białej i dalej do Głogówka, gdzie łączyłaby się z linią Kędzierzyn–Nysa.
Lokomotywownię, dyspozyturę i kierownictwo kolei umieszczono w Białej. Tabor spółki składał się z trzech parowozów zbudowanych w Szczecinie (później dokupiono jeszcze trzy), 15 wagonów osobowych, 4 bagażowych i około 50 wagonów towarowych różnych typów. W ruchu towarowym zapewniano obsługę zakładów przemysłowych w Krapkowicach (papiernia, „Otmęt”), Zielinie (piaskownia), Białej (cukrownia, betoniarnia) oraz bocznicy do jednostki wojskowej w Krapkowicach; ponadto sezonowo na stacjach Biała Prudnicka, Krobusz i Łącznik znajdowały się punkty ładunkowe buraków cukrowych. Ze znajdującej się w Zielinie piaskowni odprawiano wagony załadowane workami z piaskiem, który wykorzystywano w piasecznicach lokomotyw, nawet w tak odległych lokomotywowniach jak Piła, Szczecin, Warszawa Grochów czy Siedlce.
W 2012 został rozebrany budynek dworca.